# Gualchos
Gualchos est une commune dans la province de Grenade, en Espagne.

## Géographie

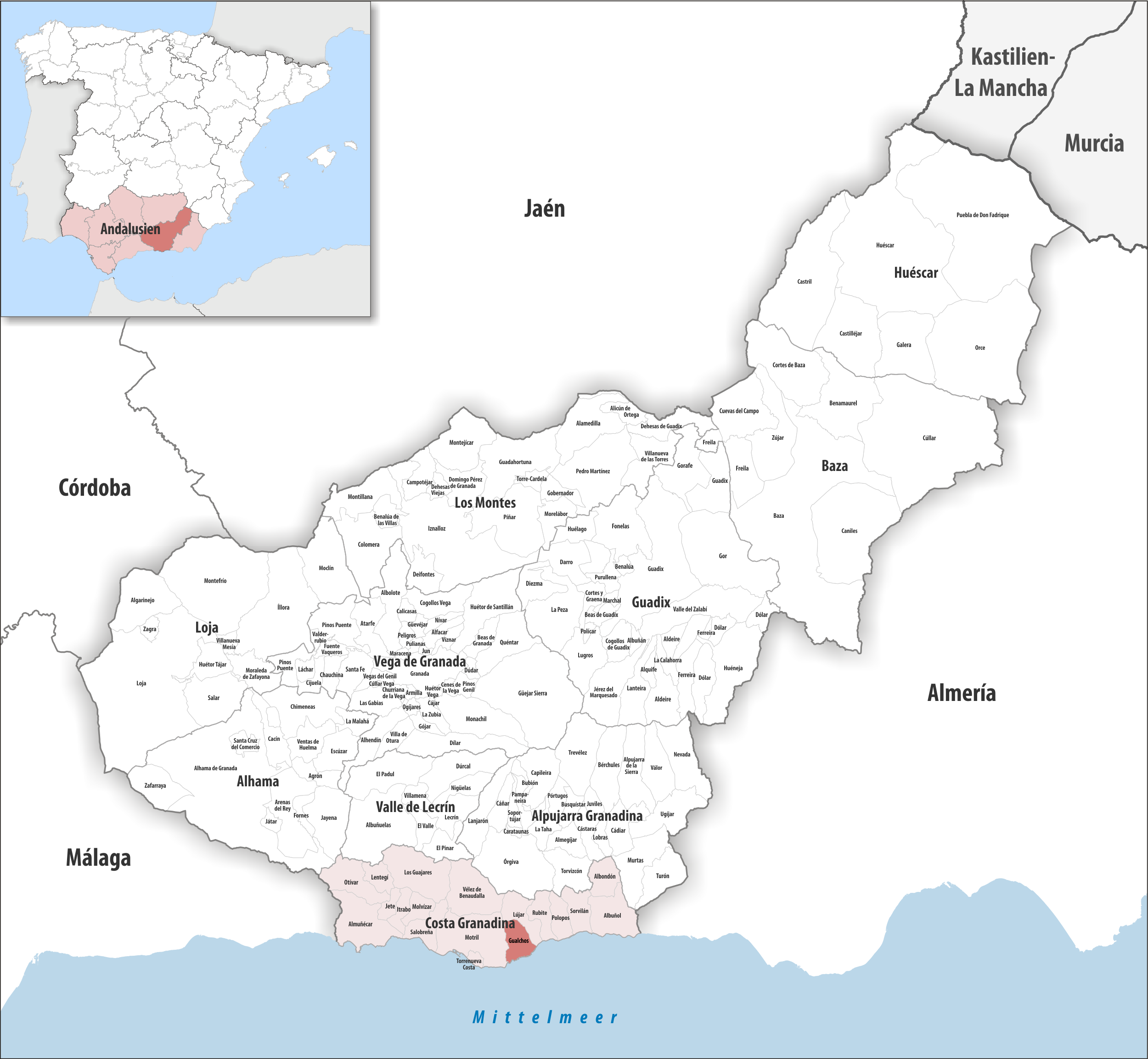
Gualchos dans la comarque Côte grenadine, province d'Almería / en Andalousie

### Localisation
La commune de Gualchos se trouve dans le sud  de l'Espagne, dans la partie est de la province de Grenade et au centre-sud de la comarque Côte grenadine (en espagnol Costa Granadina). Elle est sur la côte méditerranéenne, plus précisément sur la côte de la mer d'Alboran.
Motril, chef-lieu de comarque, est à 26 km à l'ouest de Castell de Ferro ;
Grenade à 84 km nord-nord-ouest ;
Madrid à 499 km nord ;
Gibraltar à 256 km ouest-sud-ouest (distances par route).

### Généralités
La commune compte quatre villages : Gualchos à peu près au centre de la commune et à environ 5 km de la côte ;
Jolúcar (es) au nord-ouest de Gualchos à environ 1,5 km à vol d'oiseau mais 6 km par route ;
Castell de Ferro (es) qui est le chef-lieu de commune, étant la plus grosse agglomération de la commune et là où se trouve la mairie, sur la côte ; et
El Romeral (es) à 1,5 km en retrait de la côte derrière Castell de Ferro.
La commune est traversée d'est en ouest par l'autoroute A-7 qui longe la côte sauf pour le contournement des agglomérations. Il n'y a pas d'échangeur d'entrée/sortie sur la commune ; il y en a un sur Lújar et un sur Motril.
La nationale N-340 traverse aussi la commune, plus près de la mer que l'autoroute - et elle traverse aussi l'agglomération de Castell de Ferro, où elle marque la séparation entre la butte nue du château auquel le village doit son nom, et la couverture de serres en arrière-pays de Castell de Ferro.
Il n'y a pas de cours d'eau permanent sur la commune, mais il y a un certain nombre de cours d'eau saisonniers dont le plus grand est la rambla del Hornillo ou rambla de Olias, qui vient du nord jusqu'à la mer et dont le lit – qui, quand il est à sec, ressemble de loin à un large chemin de terre comme dans la photo de vue générale ci-dessous – sert de démarcation entre Gualchos et Lújar (sauf pour ses derniers 800 m où il est sur Gualchos).

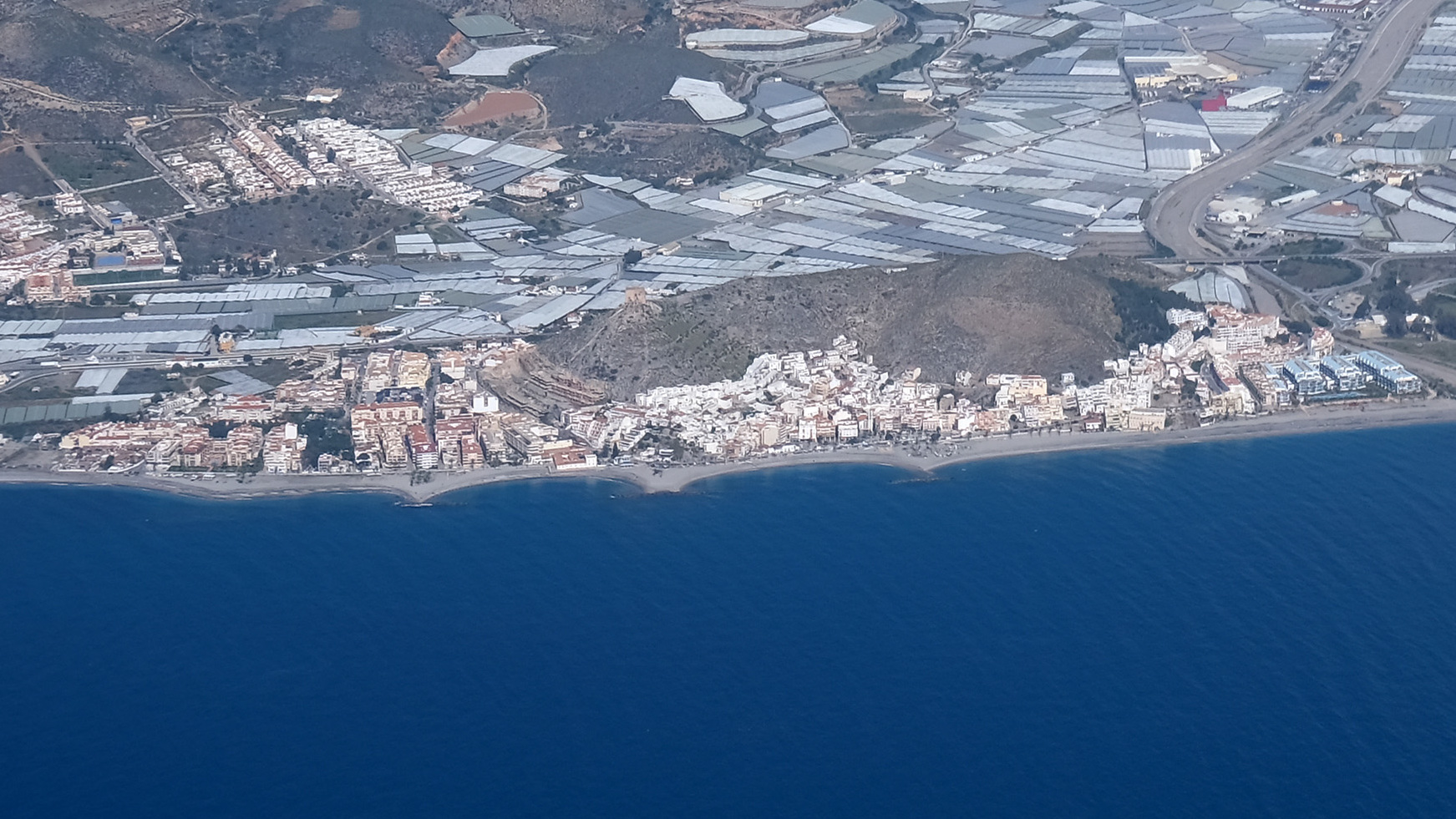
Castell de Ferro : la plage du Sotillo (es), le mont du château, la N-340 de part et d'autre du mont, la rambla del Hornillo bordée de serres à droite, El Romeral (es) en recul sur la gauche
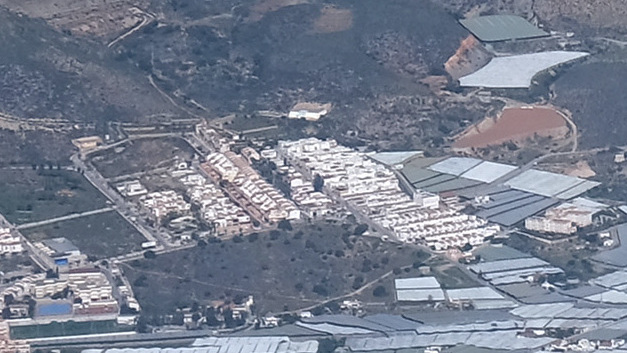
El Romeral (es)
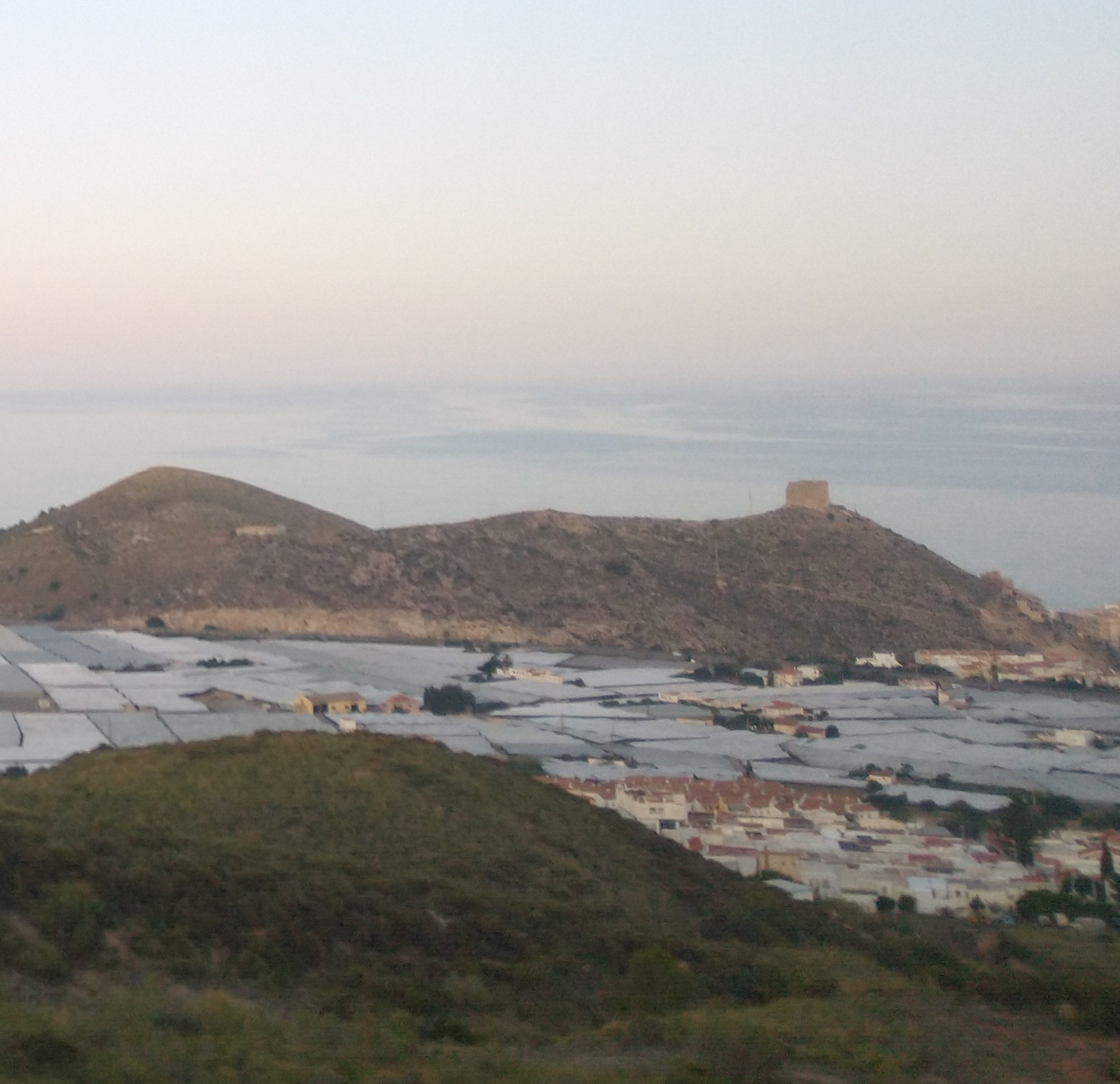
Vue sud-est depuis l'A-7 : El Romeral (es), la mer de serres, le château de Castell de Ferro (es) et la mer d'Alboran au-delà.
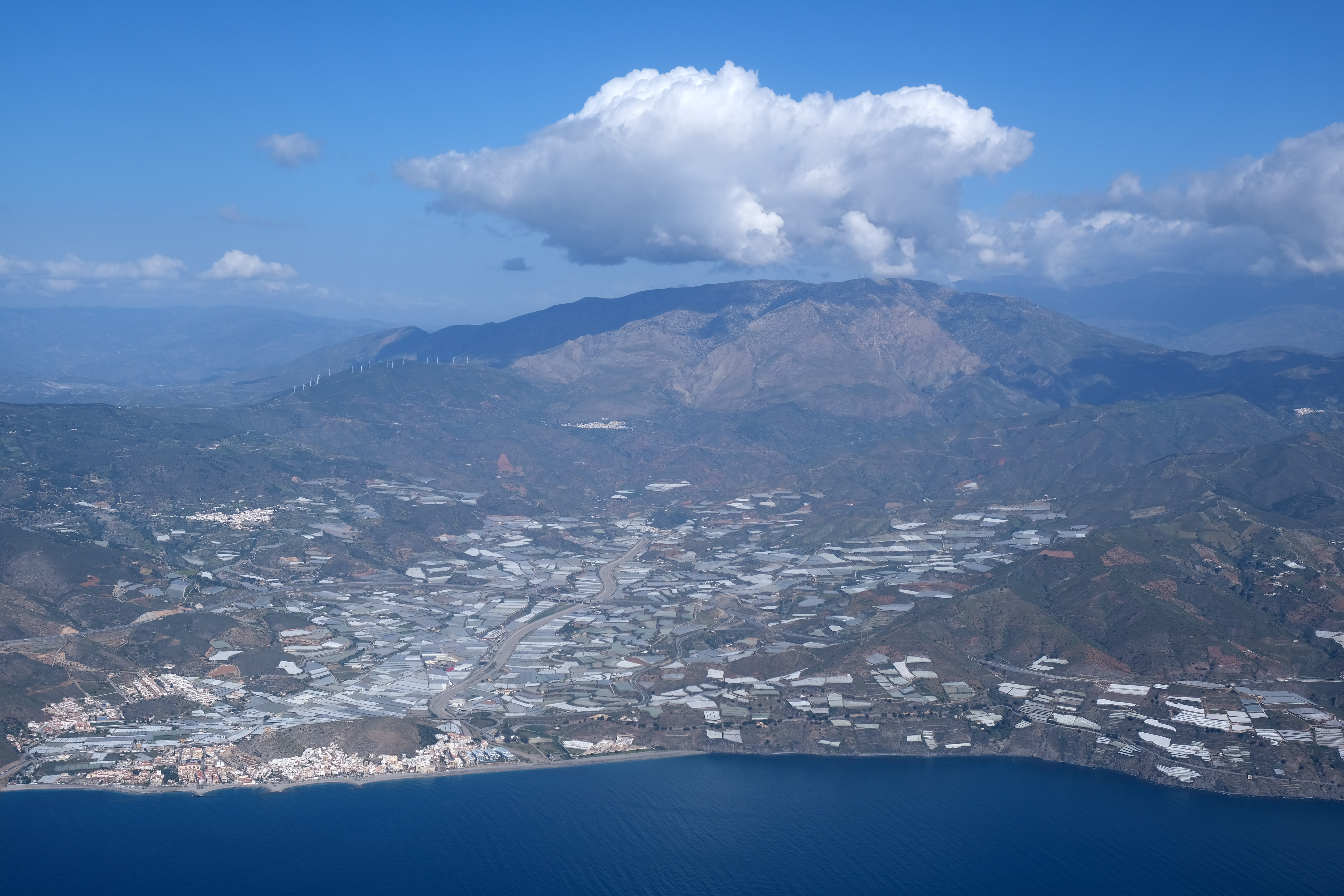
Vue plus générale, avec la commune de Lújar au centre, le village de Lújar au pied de la sierra de Lújar (es) au fond, et une partie de Rubite à droite

## Administration
| Période                                  | Période | Identité | Étiquette | Qualité |
| ---------------------------------------- | ------- | -------- | --------- | ------- |
| N/A                                      | N/A     | N/A      | N/A       | Maire   |
| Les données manquantes sont à compléter. |         |          |           |         |

## Activités touristiques
La côte de Gualchos est bordée de plus de falaises que celle de Motril pourtant voisine à l'ouest. Gualchos a donc seulement trois plages, dont d'ouest en est : plage de Tres Alcantarillas, plage de la Rijana (es), et la longue plage du Sotillo à Castell de Ferro (es).

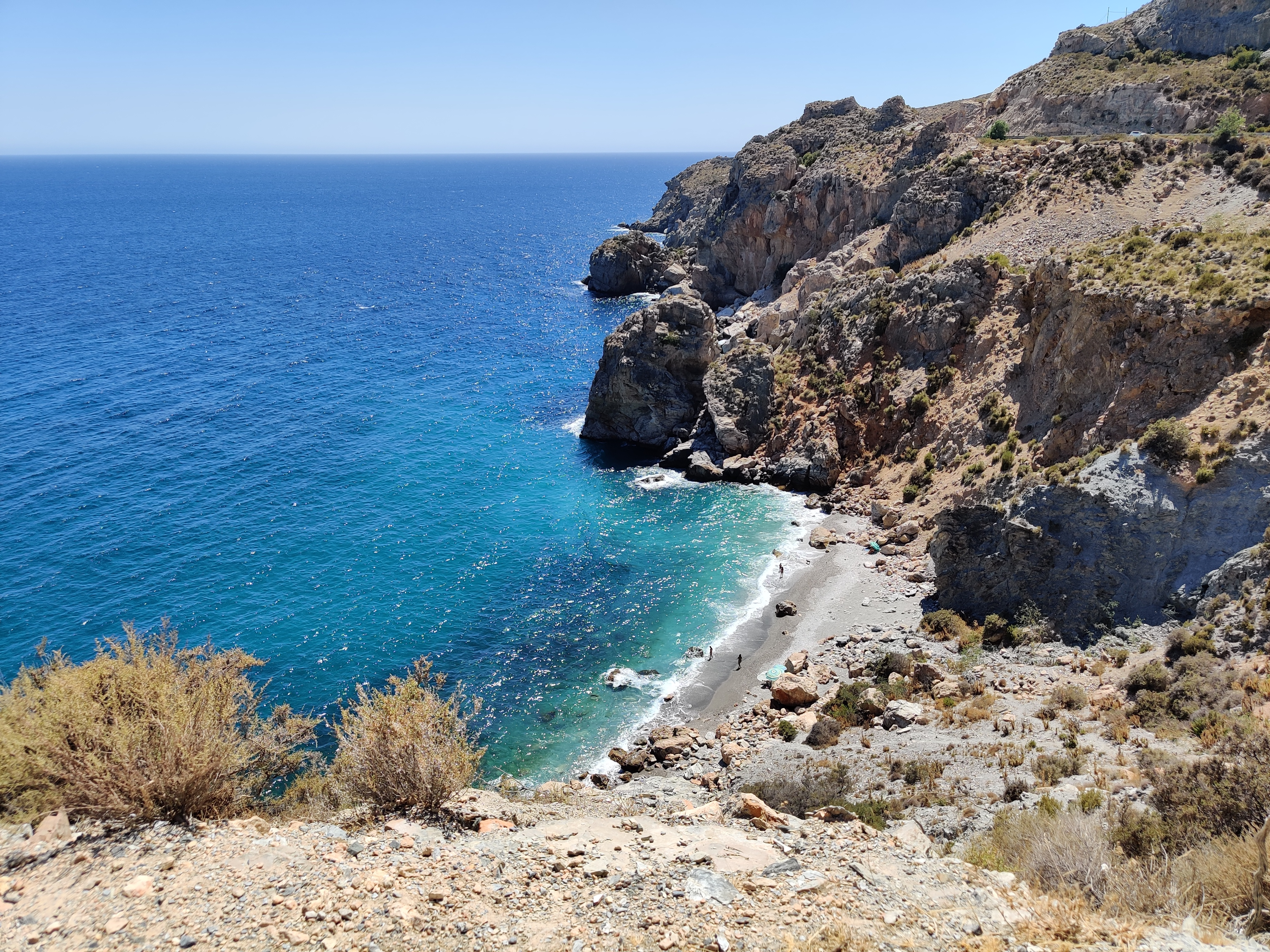
Plage de Tres Alcantarillas
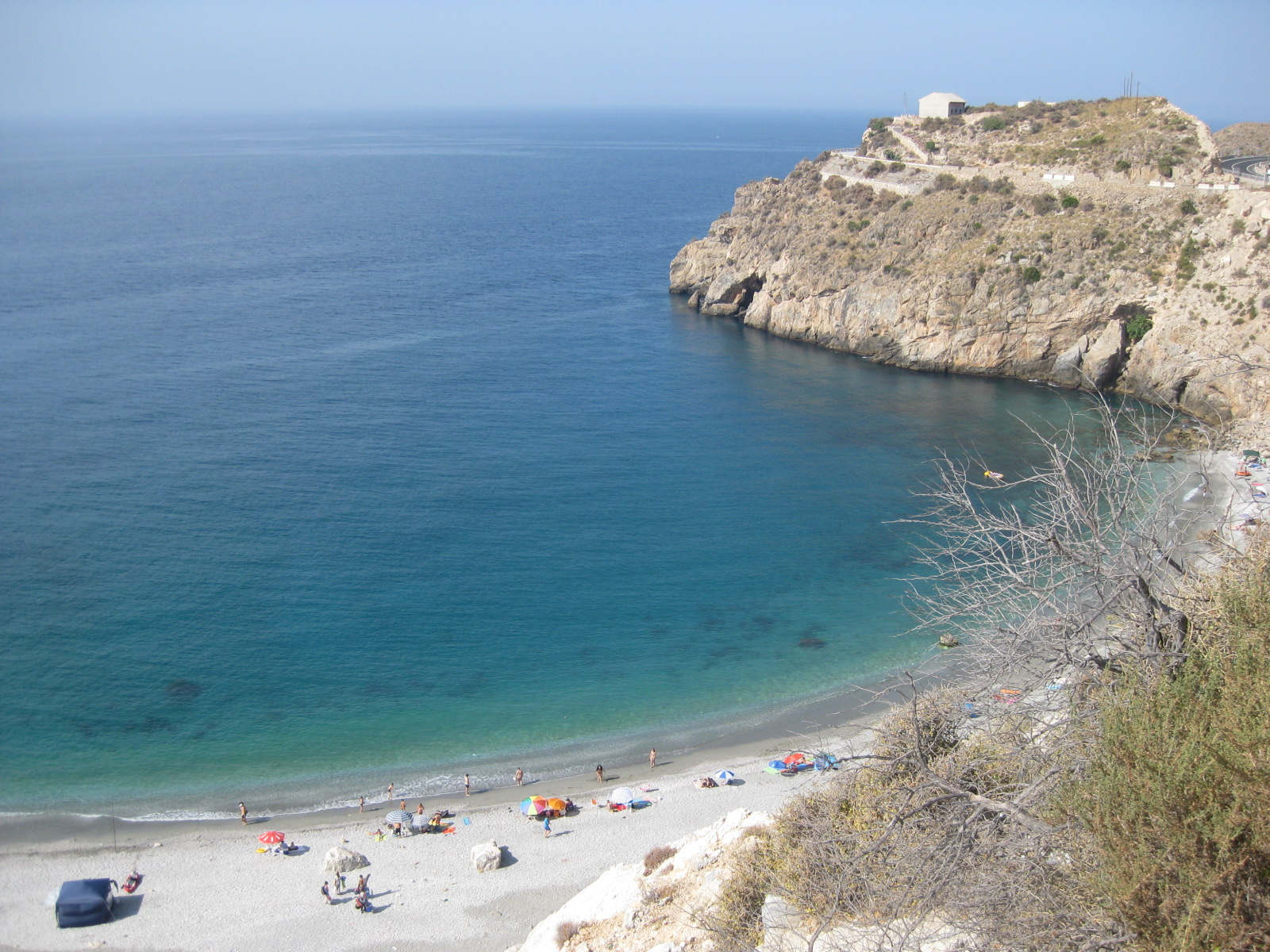
Plage de la Rijana (es)
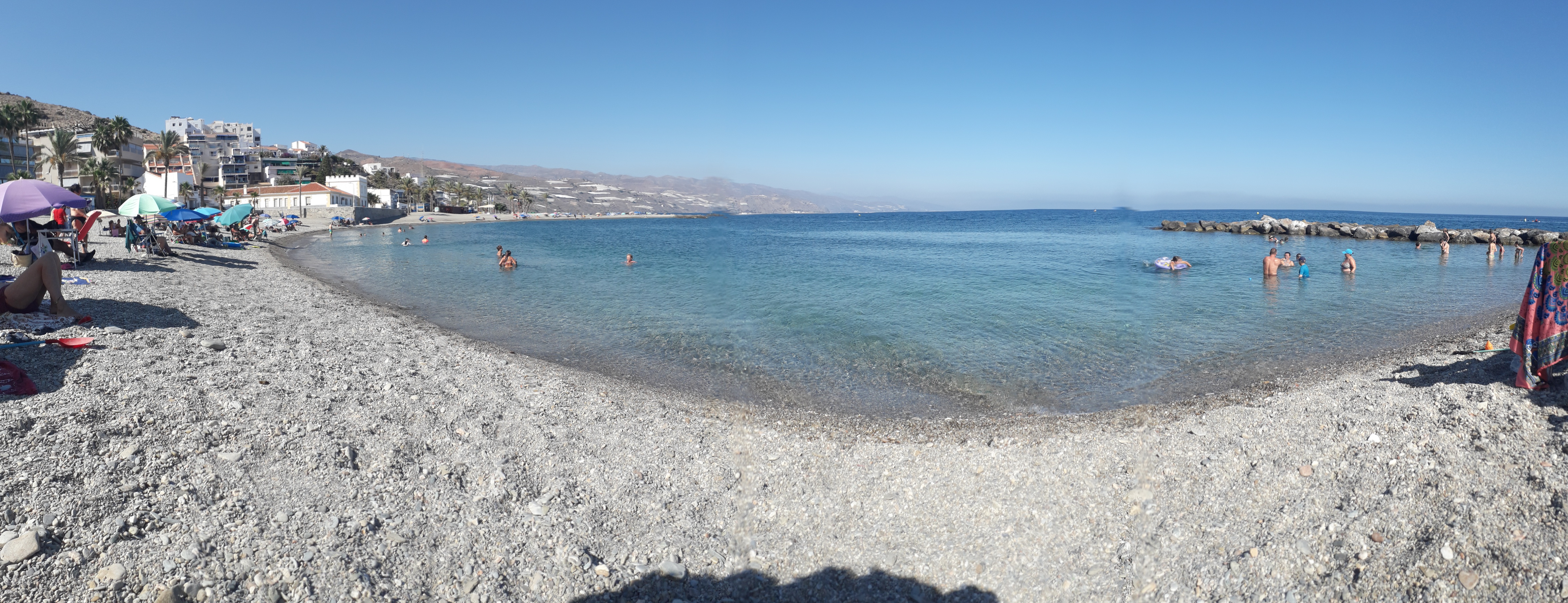
Plage du Sotillo (es)